# Møre og Romsdal fylke
Møre og Romsdal fylke (sydsamiska: Möre jïh Romsdaelie, svenska: Möre och Romsdals fylke) är ett fylke (15 105 km², 244 570 invånare) beläget vid Norges västkust. Fylket består av de tre gamla fögderierna Sunnmøre, Romsdal och Nordmøre och omfattar 38 kommuner. 
Møre og Romsdal fylke består av ett låglänt kustlandskap som snabbt övergår i höga fjäll. Hela fylket genomskärs av ett vittförgrenat nät av fjordar som tränger långt in i landet och skapar det sceneri av vatten och fjäll som ofta förknippas med norsk natur och som ligger till grund för en omfattande turistnäring i området.
Fylkets största städer är Ålesund, Molde och Kristiansund, med Molde som administrativt centrum.
Språkligt är det nynorska som dominerar i fylket och dialekterna i fylket upplevs av svenskspråkiga ofta som förhållandevis svårtillgängliga. 
Under en kort period av den svenska stormaktstiden var Nordmøre i Møre och Romsdals fylke en del av det svenska riket.

## Kommuner

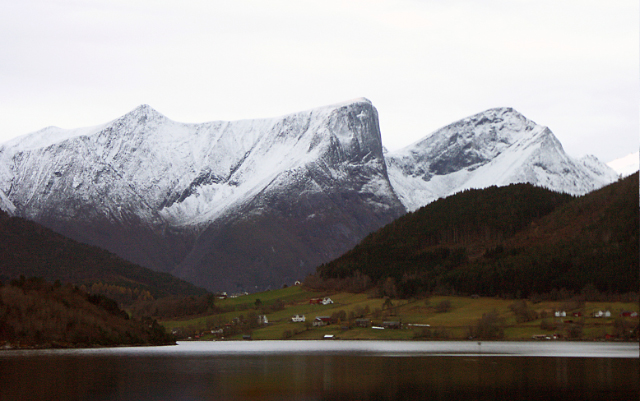
Fjord, lågland och fjäll i Rauma kommun

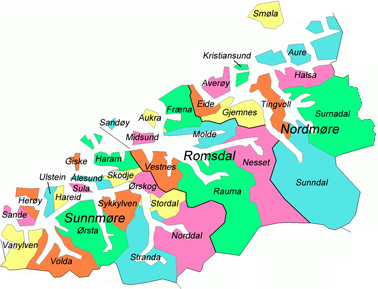
Kommuner och distrikt i Møre og Romsdal

| Rank   | Namn                 | Befolkning | Areal km² | Distrikt        |
| ------ | -------------------- | ---------- | --------- | --------------- |
| 1      | Ålesunds kommun      | 42 317     | 98        | Sunnmøre        |
| 2      | Molde kommun         | 24 554     | 363       | Romsdal         |
| 3      | Kristiansunds kommun | 22 937     | 87        | Nordmøre        |
| 4      | Ørsta kommun         | 10 200     | 805       | Sunnmøre        |
| 5      | Fræna kommun         | 9 257      | 369       | Romsdal         |
| 6      | Harams kommun        | 8 694      | 260       | Sunnmøre        |
| 7      | Volda kommun         | 8 509      | 547       | Sunnmøre        |
| 8      | Herøy kommun         | 8 349      | 120       | Sunnmøre        |
| 9      | Sula kommun          | 7 778      | 59        | Sunnmøre        |
| 10     | Sykkylvens kommun    | 7 565      | 338       | Sunnmøre        |
| 11     | Rauma kommun         | 7 376      | 1 502     | Romsdal         |
| 12     | Sunndals kommun      | 7 347      | 1 714     | Nordmøre        |
| 13     | Ulsteins kommun      | 7 052      | 97        | Sunnmøre        |
| 14     | Giske kommun         | 6 873      | 40        | Sunnmøre        |
| 15     | Vestnes kommun       | 6 478      | 355       | Romsdal         |
| 16     | Surnadals kommun     | 6 000      | 1 365     | Nordmøre        |
| 17     | Averøy kommun        | 5 444      | 176       | Nordmøre        |
| 18     | Hareids kommun       | 4 817      | 82        | Sunnmøre        |
| 19     | Stranda kommun       | 4 533      | 866       | Sunnmøre        |
| 20     | Skodje kommun        | 3 901      | 120       | Sunnmøre        |
| 21     | Aure kommun          | 3 508      | 644       | Nordmøre        |
| 22     | Vanylvens kommun     | 3 494      | 385       | Sunnmøre        |
| 23     | Eide kommun          | 3 316      | 152       | Nordmøre        |
| 24     | Aukra kommun         | 3 183      | 59        | Romsdal         |
| 25     | Nessets kommun       | 3 076      | 1 046     | Romsdal         |
| 26     | Tingvolls kommun     | 3 062      | 337       | Nordmøre        |
| 27     | Gjemnes kommun       | 2 618      | 382       | Nordmøre        |
| 28     | Sande kommun         | 2 541      | 93        | Sunnmøre        |
| 29     | Ørskogs kommun       | 2 142      | 129       | Sunnmøre        |
| 30     | Smøla kommun         | 2 119      | 282       | Nordmøre        |
| 31     | Midsunds kommun      | 1 922      | 95        | Romsdal         |
| 32     | Norddals kommun      | 1 769      | 944       | Sunnmøre        |
| 33     | Halsa kommun         | 1 647      | 301       | Nordmøre        |
| 34     | Sandøy kommun        | 1 307      | 20        | Romsdal         |
| 35     | Stordals kommun      | 1 001      | 247       | Sunnmøre        |
| Totalt | Møre og Romsdal      | 246 686    | 13 839    | Møre og Romsdal |

## Fylkets tätorter kommunvis
| Aukra kommun - Aukra - Hollingen Aure kommun - Aure Averøy kommun - Bremsnes - Kårvåg - Langøy Eide kommun - Eide Fræna kommun - Bud - Elnesvågen - Malmefjorden - Nerland - Sylte - Tornes Giske kommun - Giske - Leitebakk - Nordstrand - Roald Gjemnes kommun - Batnfjordsøra - Torvikbukt Halsa kommun - Tätorter saknas Harams kommun - Austnes - Brattvåg - Søvik - Vatne Hareids kommun - Brandal - Hareid Herøy kommun - Fosnavåg/Leinstrand - Kvalsund - Kvalsvik - Moltustranda - Remøy - Tjørvåg Kristiansunds kommun - Kristiansund - Kvalvåg - Rensvik - Solsletta - Storbakken Midsunds kommun - Midsund Molde kommun - Hjelset - Hovdenakken - Kleive - Molde - Nesjestranda - Torhaug Nessets kommun - Eidsvåg - Rausand Norddals kommun - Sylte | Rauma kommun - Brønnsletten - Innfjorden - Isfjorden - Voll - Åndalsnes Sande kommun - Larsnes Sandøy kommun - Steinshamn Skodje kommun - Skodje - Valle Smøla kommun - Tätorter saknas Stranda kommun - Hellesylt - Helsem - Stranda Stordals kommun - Stordal Sunndals kommun - Grøa - Hoelsand - Sunndalsøra Sula kommun - Ålesund Huvuddelen i Ålesunds kommun Surnadals kommun - Glærem - Skei/Surnadalsøra Sykkylvens kommun - Ikornnes - Straumgjerde - Sykkylven Tingvolls kommun - Tingvollvågen Ulsteins kommun - Haddal - Ulsteinvik Vanylvens kommun - Fiskåbygd - Myklebost Vestnes kommun - Fiksdal - Tomra - Tresfjord - Vestnes Volda kommun - Volda Ørskogs kommun - Sjøholt Ørsta kommun - Sætre - Ørsta Ålesunds kommun - Hoffland - Myklebost - Ålesund En mindre del i Sula kommun - Årset |

## Städer
I Møre og Romsdal fylke finns sex städer:
- Fosnavåg
- Kristiansund
- Molde (residensstad)
- Ulsteinvik
- Ålesund
- Åndalsnes